# Yi Kyoung-Ja
Yi Kyoung-ja (Hangul: 이경자) es una escritora surcoreana que se centra en la posición de la mujer en la sociedad coreana.

## Biografía
Yi Kyoung-Ja nació el 28 de enero de 1948 en Yangyang, provincia de Gangwon, Corea del Sur. Yangyang es famoso por sus bonitos paisajes y eso hizo que desde pequeña le importara la naturaleza. Se graduó en la Escuela Sorabol de Arte (Actualmente la Universidad Chung-Ang). Empezó a enviar lo que escribía a los concursos literarios de primavera desde los 19 años, pero no fue hasta 1973, cuando ganó el concurso anual de Seoul maeil.
Su escritura está íntimamente conectada con su vida personal y, cuando se casó con un banquero, mucha gente se preocupó pensando que eso afectaría de forma negativa su capacidad para escribir. Su matrimonio fue una sorpresa para ella misma, porque siempre había pensado que no se casaría y se concentraría en escribir. Al final, el matrimonio y los niños no afectaron su escritura y su gran dedicación le permitió descubrir muchas contradicciones de la situación de las mujeres coreanas.

## Obra
Una de las características destacadas de sus obras es el estilo fluido de sus frases, que hace que su escritura sea rápida y fácil de leer, sea en un relato o una novela. Es en los diálogos internos de los personajes donde su prosa brilla con luz propia. A menudo usa ese tipo de diálogo para mostrar los conflictos y angustias de los personajes. En estas conversaciones internas, usa un lenguaje auténtico y coloquial, sin un embellecimiento excesivo. Sus novelas son sentidas como genuinas por los lectores por el efecto de realidad que crea el uso natural del lenguaje cotidiano. Incluso en la década de los ochenta, cuando el discurso ideológico dominaba en la literatura, su prosa ofrecía un punto de vista sentimental de las experiencias de la mujer. Sin embargo, es erróneo enfocar a esta escritora desde la perspectiva de que se trata de una mujer escribiendo sobre mujeres.
No es fácil resumir en pocas palabras su obras publicadas, que incluye recopilaciones de relatos cortos y novelas. Sin embargo, hay algunas palabras claves que pueden proporcionar la oportunidad de entender su universo literario. Uno de los temas más importantes que trata es la vida enjaulada de las mujeres, del mismo modo que lo describe Guy de Maupassant en "Une Vie". En sus obras, que tratan de la trasformación de la mujer, se pueden identificar dos tipos principales.
Una de sus novelas comienza presentando a una mujer casada que está atosigada con la institución del matrimonio y la indiferencia de su marido. La heroína finalmente acaba su matrimonio y se va con otro hombre, su verdadero amor. En sus obras, la mayoría de las mujeres domesticadas bajo la institución del matrimonio son amas de casa de clase media que disfrutan de una vida cómoda y que renacen después como "guerreras del amor". Su novela Despertándome sola por la mañana (1993) es una obra de este tipo.
También ha usado el formato biográfico en sus novelas. En una de sus obras, se le presenta al lector una heroína que de joven estuvo llena esperanza, pero después le sobreviene la tragedia y el sufrimiento con el matrimonio, una trasformación que Yi Kyoung-Ja describe de forma detallada. En la tradición oral que existió antes de la era de literatura moderna, las mujeres contaban sus historias de la vida. De la misma forma los narradores en las obras de Yi Kyung-Ja nos cuentan historias de vidas largas centradas en el matrimonio, nacimientos, maridos infieles, discusiones familiares y otros sucesos importantes. Sus obras más aclamadas y que han sido premiadas, como Amor y dolor (1998) y El afecto no se marchita (1999), son buenos ejemplos de este tipo de obras. Estas historias presentan la vida personal en una forma que se entreteje con la historia moderna coreana.
Ha recibido varios premios, incluido el Premio Han Mu-sook de Literatura en 1991, el Premio Goh Jung-hee de Literatura en 2011, y en 2004 el Premio al Escritor Excelente, que es concedido por escritores jóvenes a los escritores mayores.

## Obras en coreano (lista parcial)
Recopilaciones de historias
- El incidente en Halmiso
- Supervivencia
- El amor del jorobado

Ensayos
- La mitad de un fracaso

Novelas
- Castillo de traición
- Despertándome sola en la mañana
- Rebelión entusiasta
- Amor y dolor
- El afecto no se marchita
- ¿Quién desanudará este nudo?
- Flor Cassia

## Premio
- Premio Literario Han Mu-sook en 1991
- Premio al Escritor Excelente en 2004
- Premio Literario Goh-Jung-hee en 2011